# Marathon van Enschede 1973
De marathon van Enschede 1973 werd gelopen op zaterdag 1 september 1973. Het was de veertiende editie van deze marathon.
De Engelsman Ron Hill kwam als eerste over de streep in 2:18.06,2.
Marathonwedstrijden voor vrouwen bestonden er in die tijd nog niet.

## Uitslag
| rang   | naam                 | land | tijd      |
| ------ | -------------------- | ---- | --------- |
| Goud   | Ron Hill             | ENG  | 2:18.06,2 |
| Zilver | Hans-Ingemar Jonsson | SWE  | 2:19.05,8 |
| Brons  | Jim Alder            | SCO  | 2:20.41,2 |
| 4      | Edward Stawiarz      | POL  | 2:23.02   |
| 5      | Ulf-Håkan Håkansson  | SWE  | 2:23.17   |
| 6      | Eric-John Austin     | ENG  | 2:24.32   |
| 7      | Bertil Rehn          | SWE  | 2:24.57   |
| 8      | Anthony Reavley      | NZL  | 2:25.11   |
| 9      | Donald Ritchie       | SCO  | 2:25.37   |
| 10     | John Vitale          | USA  | 2:25.48   |
| 11     | Donal Walsh          | IRL  | 2:25.55   |
| 12     | Vaclav Mladek        | CZE  | 2:26.08   |
| 13     | Bernard Allen        | ENG  | 2:26.14   |
| 15     | Johan Kijne          | NED  | 2:27.06,6 |
| 16     | Janusz Wasowski      | POL  | 2:27.10   |
| 26     | Terry Ziegler        | USA  | 2:34.16   |
| 27     | Henk Kalf            | NED  | 2:34.27,0 |

1947 ·
1949 ·
1951 ·
1953 ·
1955 ·
1957 ·
1959 ·
1961 ·
1963 ·
1965 ·
1967 ·
1969 ·
1971 ·
1973 ·
1975 ·
1977 ·
1979 ·
1981 ·
1983 ·
1985 ·
1987 ·
1989 ·
1991 ·
1992 ·
1993 ·
1994 ·
1995 ·
1996 ·
1997 ·
1998 ·
1999 ·
2000 ·
2001 ·
2002 ·
2003 ·
2004 ·
2005 ·
2006 ·
2007 ·
2008 ·
2009 ·
2010 ·
2011 ·
2012 ·
2013 ·
2014 ·
2015 ·
2016 ·
2017 ·
2018 ·
2019 ·
2020 · 2021 ·
2022 ·
2023 ·
2024 ·
2025